# Iejima
Iejima (japanska: 伊江島?, Iejima), även skrivet Ieshima, är en ö strax utanför huvudön Okinawa i Okinawa prefektur, Japan. Ön är 22,76 km².
På grund av sin form kallas den ibland Peanut Island, Jordnötsön.
Ön tillhör administrativt kommunen Ie.